# 陳可緗命案
陳可緗命案發生於臺灣臺北市南港區萬象大樓地下室，時年24歲的陳可緗（下稱「陳女」）於2017年3月1日遭姦殺。由於事件伊始，兇手「程宇」謊稱，是陳女的閨密-梁思惠，梁思惠與程宇合謀誘出並殺害陳女，故又稱為閨密誘殺案或閨蜜誘殺案。程宇與梁女在臺中被捕，由於有串供、逃亡之虞，兩人皆被收押。2017年3月6日14時，臺灣士林地方法院檢察署綜合各項事證，認為是程宇刻意誤導檢方辦案，誣陷梁女，梁女涉案程度大為降低，將梁女釋放，但諭令限制出境、限制出海和限制住居。目前檢方認為梁女並無涉案，予以不起訴處分。陳女雙親對梁女不起訴不服，提出三大質疑，臺灣高等法院檢察署調查仍認為梁女未涉案，駁回再議，全案確定。梁思惠於收到不起訴處分確定後，隨即委任律師廖智偉向士林地檢署提起刑事補償聲請，於同年12月6日獲新台幣兩萬元刑事補償。

## 關係人

### 陳可緗
陳可緗是一名於攝影、廣告界略有名氣的小模特兒，24歲，亦是一名在臉書上有五萬多名粉絲追蹤的網紅，宜蘭縣冬山鄉人，與孿生胞姐同赴臺北工作，租屋同住於新北市板橋區，孿生胞姐亦為「外景拍攝」（外拍）模特兒，曾任通訊行職員、珠寶店員，因美貌多次被媒體採訪，一度被譽為「全臺最美珠寶店員」 。

### 梁思惠
梁思惠，藝名「梁絲繐」，24歲，與陳女是舊識，亦為小模特兒，時常一起聚餐、慶生，並有大量的合照放置於社群網站，顯見頗有交情。2015年曾與部落客聖結石交往一年，梁父是退休警員，家境小康，梁思惠是父親年邁時在中國大陸所娶第二任妻子所生，2017年元月梁父亡故，由於梁思惠正在就讀嶺東科技大學進修部二專二年級，校方表示，梁思惠在最後期限3月1日時，都尚未註冊，將依校規將她退學 。

### 程宇
程宇，梁思惠男友，有時化名「程羽」、「程雨」等，原名「高廷宇」，有多次性侵、詐欺、過失傷害等前科，為了隱匿惡行，因而改從母姓，並改為「程宇」，已婚，程宇平時與妻同住，梁思惠只是程宇的情婦。程宇假扮富二代，與妻子相識一個月就公證結婚，誰知新婚僅僅五日，程宇的性侵未成年少女等惡行完全曝光，在本案爆發後，程宇妻子已經聘請律師洽談離婚事宜 。
根據程宇友人爆料，程宇時常自稱自己是知名攝影師，曾入圍普立茲獎、索尼世界攝影獎，或持有鑰匙的方式假裝擁有法拉利、保時捷、藍寶堅尼、瑪莎拉蒂等超級跑車（該等跑車鑰匙皆為比例模型，購自淘寶網），甚至自稱「Cartier集團」董事長之子、「Prada集團」的高階幹部，或「Chloé時尚」的高級顧問，手持黑卡、無限卡（該等信用卡亦為比例模型，購自淘寶網）。他也時常到賓士、寶馬等名車公司賞車，藉機與新車合照，放上自己的臉書、即時電報或其他社群網站的個人網頁，以營造富裕形象。程宇的犯罪手法非常粗糙，他往往假借富商名義與女性網友出門約會，或者假扮攝影師邀約女模特兒拍攝照片，藉機偷盜該女之現金、皮包、手機，再利用該女的手機發訊息，欺騙其朋友親屬，匯款給自己。據曾被程宇詐騙的網友說，程宇藉口曾遭搶劫，自此不帶包包，再將他的「車鑰匙」借放在朋友的包包裏，等取車鑰匙時，趁機扒竊包包內財物。程宇說謊不計其數，騙稱有私人飛機，可帶他們去法國住處玩，自稱跟香港藝人房祖名、中國演員范冰冰、韓國歌手權志龍皆是好友，而自己買的豪宅就在臺灣歌手田馥甄住處對面。程宇曾送朋友號稱單價新臺幣卅幾萬元的卡地亞名錶，其實是在線上直播購買的假貨，還宣稱自己臺北東區的房子在裝潢，投宿一夜數萬元的五星級酒店，但每逢聚餐結帳時，他就裝忙、講手機，逃避付款。他以月薪八萬元的高薪聘請司機，卻反而向應徵者借錢，並詐騙。因多次詐騙被抓到警察局，被害人才得知他有犯罪前科。有一名黃姓小模說，程宇曾詐騙女模特兒數百萬元，數十人受害，也曾屢次住宿高級飯店，不付錢就想逃跑。他也會假裝自己皮夾遺失，向對方借錢，其實是詐騙金錢，如遇網路美女，甚至是姿色稍佳者，便藉機性騷擾甚至性侵。2016年底，程宇誘騙一名模特兒，假意拍攝寫真，隨即動手性侵，模特兒正逢月事，程宇逼她為自己口交及手淫之後，逃至高雄，程宇因此受到通緝。
程宇甚至曾在與命案的同一地點四度性侵一名十五歲少女，因程母賠償新臺幣四十萬元與對方家長和解而獲得輕判，但程宇拒絕強制治療，而也受到通緝。

## 案發經過
2017年3月1日，陳女失蹤，其孿生胞姐持續聯絡，發現陳女對自己身處何方，總是閃爍其辭，訊息的回覆語氣與平時歧異，頻繁出現一些奇怪的注音文，與原本不常用的「啊」或「吧」之類的語助詞，且不接電話。胞姐只好聯絡自己的男友幫忙，深夜找人，兩人整整四十八小時未曾闔眼，而後才發覺陳女是被同樣任職網路模特兒的閨密梁思惠之男友程宇約了出來，梁思惠面對陳女胞姐的質疑，只稱：「人真的不在我這邊，謝謝」，最後表示不堪其擾，還憤怒地發文：「這輩子遇到最瞎的事情就是說我綁架陳XX（陳女）」。陳女胞姐於是向警方報案。
3月3日，臺中一家五星級飯店由於拾獲失蹤的陳女手機，發覺十分有問題，立即報警。臺中市政府警察局第六分局認為住宿於飯店的程宇、梁思惠二人與陳女失蹤案有關，趕至飯店，將程宇與梁思惠逮捕，隨即將二人帶至警局訊問。

## 偵辦
程宇先謊稱自己是將陳女介紹到一名張姓攝影師處拍照，恰好見到陳女皮包，於是順手牽羊，並未殺人，至於陳女去向，要問新北市的張姓攝影師。臺中市政府警察局隨即向新北市政府警察局查詢，新北警方連絡不到張姓攝影師，只好查詢張姓攝影師臉書，發現張姓攝影師人在中國大陸，警方隨即向內政部移民署詢問，查出張姓攝影師確實尚未返臺。
程宇被揭穿後，依然繼續說謊，但警方皆不採信，並告訴程宇「此為重罪，犯後態度影響量刑，一直設法脫罪，可能會判死刑，希望謹慎以對」，程宇眼見狡辯無用，只好承認自己殺人，但依然避重就輕，供稱「因劫財不成，兩方拉扯間，不慎勒死對方」。但警方找到陳女遺體時，發覺內衣褲全無，疑似遭受性侵，追問程宇，始獲知姦殺上情。梁思惠一直宣稱自己不在場，還企圖找證人，以提供不在場證明，但檢警發現梁思惠的手機訊號在案發現場出現 ，還可能冒用陳女手機回覆親人訊息，故依照性侵殺人、強盜、偽造文書等罪，將程宇與梁思惠一併移送士林地檢署。
警方帶程宇與梁思惠回案發現場模擬命案情況，大致推測，程宇以外景拍攝香水平面廣告為由，並開價時薪新臺幣五千元，透過梁思惠誘騙陳女出門工作，約在臺北捷運後山埤站，然後步行到臺北市南港區八德路四段一家便利商店，程宇謊稱自己的車停放在一棟大樓的地下停車場，被違規停車的汽車擋住，無法駛出搭載陳女，要求陪他到地下室取車，陳女不疑有他而同意，一同走入地下室。程宇將陳女誘至陰暗處，立即痛毆陳女，意圖搶劫。陳女抵抗，他抓陳女頭顱撞牆、撞地板，並用手勒昏陳女之後，加以性侵。或許是因為痛楚，陳女驚醒呼救，程宇再一次以皮包背帶勒陳女頸部，此次確定陳女斷氣，棄屍於停車場，並把陳女遺體拖行至牆壁夾縫藏起。程宇行兇後拿走陳女金錢，並將陳女携帶之雜物丟入後山埤站廁所，然後到梁思惠住處盥洗，將陳女的手錶送給梁思惠，而後與梁思惠兩人搭乘捷運，從容同遊光華商場、臺北101大樓購買3C產品、服飾、化妝品，購物後搭乘臺灣高鐵出遊，前往臺中市的五星級飯店投宿，傍晚到逢甲夜市大啖美食。因程宇在飯店盜刷陳女的信用卡，被飯店櫃檯人員發現並非本人使用，刻意阻撓刷卡，所以連刷三次皆失敗，只好以陳女的現金，付了數千元。進入房間後，隨即以陳女手機發訊息給陳女孿生胞姐，搪塞行蹤，但因用詞遣字依然故我，遭到孿生胞姐懷疑是梁思惠假冒。程宇立刻將陳女的手機棄置於飯店「雜物間」，因胞姐不斷地打電話，鈴聲大作，被服務員發現而接起，胞姐告知服務員，此為失蹤人口之手機，飯店方面立刻報警。
梁思惠跪地哭稱自己與陳女「情同姊妹」，自己是聽男友說有個工作機會，因與陳女為好友，特別介紹給她這個工作，陳女還感動不已，她晚上不知道陳女遇害的事，是男友程宇覬覦陳女美色與金錢才姦殺陳女，還說監視器畫面中的女子跟她雖然神似，但可能是「神祕第三者」，自己當天都在家中休息，有不在場證明，希望內政部警政署刑事警察局派專員尋找該「神祕第三者」女嫌犯。
程宇則反咬梁思惠，說梁思惠是本案主謀，梁思惠與陳女是同學、閨密，並認為自己姿色勝過陳女，但梁思惠因模特兒事業無起色，並不獲得廠商青睞，故兼職陪酒小姐，淪落到「接S」（賣淫）的酒店工作，並嫉妒陳女飛黃騰達，成為網路上的知名模特兒，廠商給予的薪資也比梁思惠高出很多，還有廠商直接將梁思惠的代言活動撤換為陳女。再加上陳女與梁思惠有金錢糾紛，梁思惠對其不滿已久。陳女是梁思惠約出的，原本梁思惠是策劃由程宇性侵後搶奪其財物，作為給陳女「一個教訓」，梁思惠脫掉陳女內衣褲，以便程宇對她性侵，更甚者還在程宇性侵的過程中持手電筒為程宇照明，但陳女頻頻呼救，梁思惠還用手電筒敲陳女的頭部，最後由程宇將她絞殺滅口。
3月4日，士林地檢署檢察官複訊後，認定程宇與梁思惠涉犯殺人、強制性交及強盜等重罪，且有逃亡、滅證可能，向士林地方法院聲請羈押禁見；士林地方法院指出，程宇與梁思惠經訊問後，程宇坦承殺害及性侵被害人，涉犯強制性交及殺人罪嫌疑重大，梁思惠雖否認全部犯行，但依監視器翻拍照片來看，犯罪嫌疑重大。法院審酌，二人所犯為最輕本刑五年以上有期徒刑的重罪，二人又於案發後相偕於臺中地區酒店躲藏，有逃亡之虞；二人為男女朋友關係，有勾串證人、共犯之虞，梁女提出不在場證明，本案尚待釐清，故二人有羈押禁見必要，裁定將二人分別收押禁見於土城看守所、土城女子看守所。
3月6日，士林地檢署檢察官經過比對，認為監視器翻拍照片是同一大樓的女性住戶藝人黃甄妮，雖然神似，但並非梁思惠，梁思惠的手機訊號雖然曾在命案現場出現，但梁思惠的手機早在二月時就已被兇嫌程宇盜走，而梁思惠本人確實有不在場證明，梁思惠所供皆為實情。目前所掌握的跡證也無法斷定梁思惠曾參與殺害陳女，懷疑可能是兇嫌程宇的刻意誤導，想要「拖人下水」，因此將梁思惠當庭釋放，但限制出境、出海和限制住居。
檢警認為，程宇的口供都是謊言，諸如：「梁思惠教唆我殺害對方，梁思惠幫忙約死者出來，再由我下手，我下手姦殺陳女時，梁思惠非但觀看，還幫忙照明，還憤怒地以手電筒敲陳女的頭，並教唆我用肩包的肩帶將死者拖行五十公尺。」已都被檢察官拆穿。程宇在犯案時一直使用梁思惠慣用的語氣回覆陳女胞姊訊息，就是想要將讓檢警誤解梁思惠是主犯，自己只是幫助犯，因為強盜、性侵、殺人的結合犯，極有可能被判死刑，程宇希望以「女朋友教唆我行兇，我只是配合」等說詞，來換取法官憐憫的免死金牌。知名法醫高大成根據現場跡象，案發次日就發表「可能程宇是單獨犯案」的結論，他說，現場死者內衣褲被丟棄，梁思惠若當時在現場，可能會念及友情為陳女遺體穿上內衣褲。另外死者在現場被拖行，如果梁思惠在現場，也可以幫忙程宇搬運棄屍，不需拖行死者，被網友敬稱為「神預測」。高大成又表示，「教唆殺人」面臨無期徒刑、死刑，殺人至少二十年有期徒刑，甚至到無期徒刑，但是「被教唆殺人」可能降到十四年徒刑以下，所以認為程宇緊咬女友的目的，就是求脫罪。

## 起訴
2017年6月20日，士林地檢署偵結，檢察官認定程宇涉犯刑法第320條第1項竊盜、第226條之1前段、第221條第1項強制性交故意殺被害人、第328條第1項強盜、第216條、第210條行使偽造私文書、第339條第1項詐欺取財、同條第3項、第1項之詐欺取財未遂等罪嫌，提起公訴。且審酌被告僅為求一時私慾，及為求少許財物所得，即預謀對於未曾謀面之A女（陳女）為強制性交、強盜等犯行，且於犯行完成時，為免事跡敗露，再以殘忍手段殺害A女，使A女家屬蒙受重大痛苦，於犯後不但未知悔悟，於經警查獲持有A女物品時，尚先百般推諉欲嫁禍他人，於經警查證發現所言不實，在不得已下始坦承殺害A女，惟又再指其女友為共犯，並謊稱監視器拍攝到之被害人為女友，拍攝到之路人為被害人云云，用以擾亂偵辦方向，及使其女友蒙受不白之冤，且其曾受刑罰執行後出監，旋又再犯上開2次犯行及其他案件，顯見在自由刑期間對其施以教化，已不能收教化之效，難期日後有教化可能性，實有與社會永久隔離之必要等情，建請法院量處最重之刑，以維社會良善。
至於被告梁思惠部分，經查（一）警調閱上開大樓內外多處監視器、被告住處附近成福路等處之監視器、上開大樓附近之中坡北路、中坡南路、永吉路等處之監視器、捷運後山埤站出入口及附近之監視器，發現程宇與A女經過之畫面，但均未發現被告經過之畫面；（二）且現場物品均未檢出被告之DNA型別或指紋，亦未發現被告鞋子之鞋印痕，依現場證物採證及鑑識結果，難認被告曾至上開大樓地下1樓；（三）再程宇之手機經鑑識分析，於106年2月28日下午5時起及9時20分許起以被告臉書帳號傳遞訊息予A女之期間及前後，均有頻繁之與他人以網路聯絡傳遞訊息、使用網路遊戲之記錄可認係程宇逕行以手機登入被告之臉書帳號並傳送訊息予A女，是難僅以被告之臉書帳號曾與A女聯絡外拍等事宜，即認被告與程宇有共謀誘騙A女及共同加害等行為；（四）經調查後，認定被告辯稱於2月20日辦理公祭時遺失手機、誤以為是家人保管不慎遺失、因門號已遭停話且程宇稱會送新手機而未報案等節，均非不可採信，則難以被告以此為由要受害人與程宇聯絡外拍事宜，即認被告與程宇間有共同犯意聯絡；（五）在被告房間內經查獲之受害人手錶等物，外觀上僅能見曾有使用之痕跡，錶面比女錶略大，有照片在卷，被告辯稱並不知悉為A女之物品，以為是程宇以前使用之手錶等語，尚難認無據，難僅以其房間內查獲A女之手錶、手機套等物，即認其知悉程宇所為之犯行；（六）被告與程宇於同年3月1日20時3分許，至高鐵臺北站購票櫃臺購買高鐵車票時，在窗口處僅有見程宇購票，並未見到被告同在窗口，二人於同日晚間至臺中長榮桂冠飯店時，亦由程宇至飯店櫃臺辦理住房及刷卡，被告並未在其身旁等6項理由，認被告梁思惠犯罪嫌疑不足，為不起訴處分。

## 審判
- 2018年7月10日，士林地方法院一審宣判，判處無期徒刑，褫奪公權終身。（臺灣士林地方法院106年侵重訴字第1號刑事判決）
- 2020年6月23日，高等法院二審宣判，判處無期徒刑，褫奪公權終身。（臺灣高等法院107年侵上重訴字第1號刑事判決）
- 2020年10月15日，最高法院三審宣判，判處無期徒刑，褫奪公權終身，全案定讞。（最高法院109年台上字第4211號刑事判決）

## 參看
- 南港女童姦殺案